# Storia delle Isole Mayotte
Mayotte (o Mahoré, secondo i Comoriani) è un complesso di due isole (Grande Terre e Petite Terre), che si trova nella parte settentrionale del Canale di Mozambico nell'Oceano Indiano, tra il Madagascar ed il Mozambico, a sud-est dell'arcipelago delle Comore.
Il territorio di Mayotte fa geograficamente parte delle Comore, ma ne è stato politicamente separato a partire dagli anni '70 del Novecento.
La sua storia precedente è quindi strettamente intrecciata con quella delle Comore stesse.

## Prime migrazioni
Le prime migrazioni nelle isole del Canale di Mozambico avvengono probabilmente tra il sesto e l'ottavo secolo d.C., probabilmente da parte di Bantù delle coste africane.
Tra l'ottavo ed il dodicesimo secolo, alla prima migrazione africana si aggiunge e si mescola una seconda ondata migratoria, proveniente questa volta dall'Oceano Indiano e passata attraverso le Comore e Mayotte verso il Madagascar.
Alla prima organizzazione sociale, basata su cultura africana e diretta dai Mafè (o capi-famiglia), si sostituiscono in seguito le modalità di gestione più collettive dei Mabedja (consigli di villaggio).
Nell'undicesimo secolo nell'area inizia a diffondersi l'Islam, e si introducono elementi culturali di influsso arabo-persiano. Nei secoli successivi sia nelle Comore che su Mayotte iniziano a costituirsi forme di organizzazione sociale e politica basati sull'istituto arabo del Sultanato.
Nel 1500 sull'isola viene stabilito il Sultanato di Maro (o Mawuti, contrazione dell'arabo جزيرة الموت, e traslato come Mayotte in Francese).
Nel 1503, Mayotte viene osservata da navigatori portoghesi, che ne registrano l'esistenza senza però colonizzarla.
Nel 1506 una potente flotta araba attraversa e saccheggia la zona del Canale di Mozambico.
A partire dalla metà del Cinquecento, la Francia inizia ad interessarsi della zona del Madagascar e delle rotte marittime circostanti (facendo così indirettamente entrare nella rete dei propri influssi ed interessi coloniali sia le Comore che Mayotte).

## Età moderna
Nel corso del Seicento, l'arcipelago delle Comore e le Isole di Mayotte diventano un importante punto di scambio navale e commerciale per le flotte europee (olandesi, inglesi e francesi) in rotta per il Golfo Persico, l'India o l'Estremo Oriente.
Tra gli anni '30 e '40 dell'Ottocento Mayotte attraversa un forte periodo di instabilità politica, ed il controllo dell'isola cambia più volte di mano.
Nel 1832 viene conquistata da Andriantsoly, l'ex Re di Iboina in Madagascar; l'anno seguente, nel 1833, viene conquistata dal vicino Sultanato di Mwali (l'isola di Mohéli); il 19 novembre 1835 viene invasa dal Sultanato di Ndzuwani (conosciuto anche come Sultanato di Anjouan in francese), che vi installa un Governatore dal titolo di Qadi (dall'arabo قاض, che significa Giudice); infine, nel 1836 riguadagna brevemente la sua indipendenza sotto un Sultano locale.
Mayotte passa sotto il controllo della Francia, assieme al resto delle Isole Comore, nel 1843. I francesi iniziano quindi a costruire una serie di infrastrutture, e trasformano Mayotte in una colonia agricola in cui ha una grande rilevanza la canna da zucchero.

## Il Novecento
Nel 1912 Mayotte viene annessa formalmente alla Francia, e passa sotto il controllo amministrativo diretto dell'Amministrazione Francese del Madagascar.
Nel dicembre 1974, Mayotte è l'unica isola dell'arcipelago a votare favorevolmente nel referendum istituito per verificare l'opportunità del mantenimento dei rapporti con la Francia.
Mayotte diviene quindi un Dipartimento di Oltremare (DOM) francese, e viene mantenuta sull'isola una piccola caserma della Legione straniera.
Da metà degli anni '70, le Comore cercano più volte di ottenere il congiungimento ed il controllo di Mayotte, ma senza successo (nel 1976 un voto in merito del Consiglio di Sicurezza delle Nazioni Unite viene bloccato dal Veto francese).
A causa delle tensioni politiche e le rivendicazioni sulla sovranità che continuavano ad imperversare, fu indetto un referendum l'11 giugno 2001 che, con il 73% dei voti favorevoli, portò a diverse modifiche formali dello status di Mayotte, mutandolo in "comunità dipartimentale" francese, molto simile allo status di un dipartimento d'oltremare francese. Il 28 marzo 2003, la costituzione francese fu modificata e il nome Mayotte fu incluso nell'articolo 72 concernente i dipartimenti oltremare.
In seguito ad un ulteriore referendum tenutosi col 29 marzo 2009 (approvato col 95,2% di voti favorevoli), Mayotte diventa il 31 marzo 2011 il 101º dipartimento francese. Come tale, la valuta ufficiale dell'isola è l'euro.